# Biblioteca Pública de Vancouver
La Biblioteca Pública de Vancouver (Vancouver Public Library, VPL) es el sistema de las bibliotecas públicas de Vancouver, Canadá, el tercero más grande del país con 22 sucursales y más de 428.000 miembros. Su colección incluye libros en papel y electrónicos, revistas, periódicos, películas en DVD y música en CD, bases de datos electrónicas y videojuegos. Todas las sucursales tienen computadoras con acceso a internet e internet inalámbrico.

## Biblioteca Central
La biblioteca central de Vancouver fue diseñada por el arquitecto Moshe Safdie e inaugurada el 26 de mayo de 1995. El edificio, con forma de rectángulo dentro de una elipse, tiene nueve pisos y un jardín de techo.

## Colecciones en español
La biblioteca pública de Vancouver tiene una colección en español repartida en cinco sucursales: Central Library, Britannia, Joe Fortes, Mount Pleasant y Kensington.

## Galería de imágenes

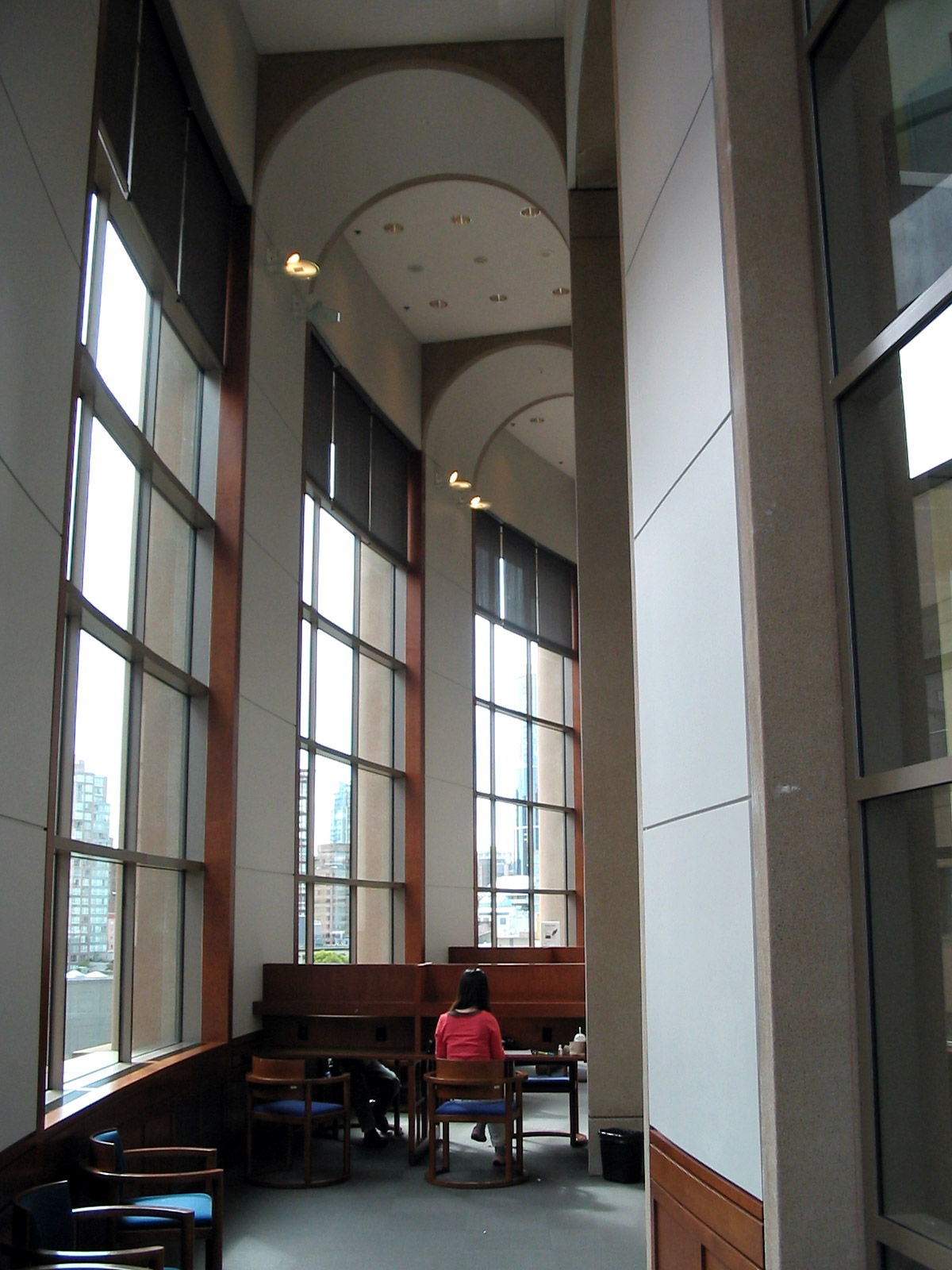
Pasillo de estudio de la biblioteca central
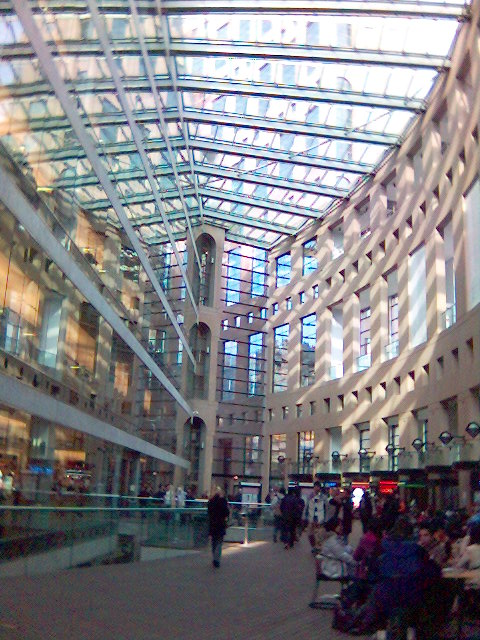
Explanada de la biblioteca central
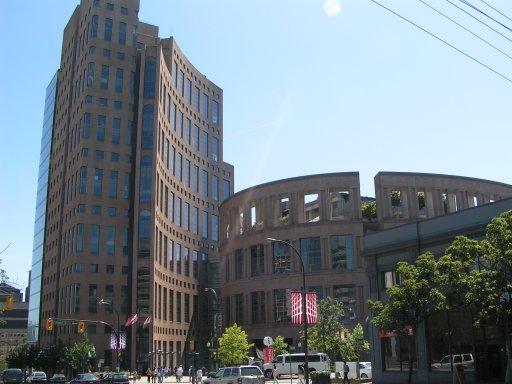
Complejo de la biblioteca central
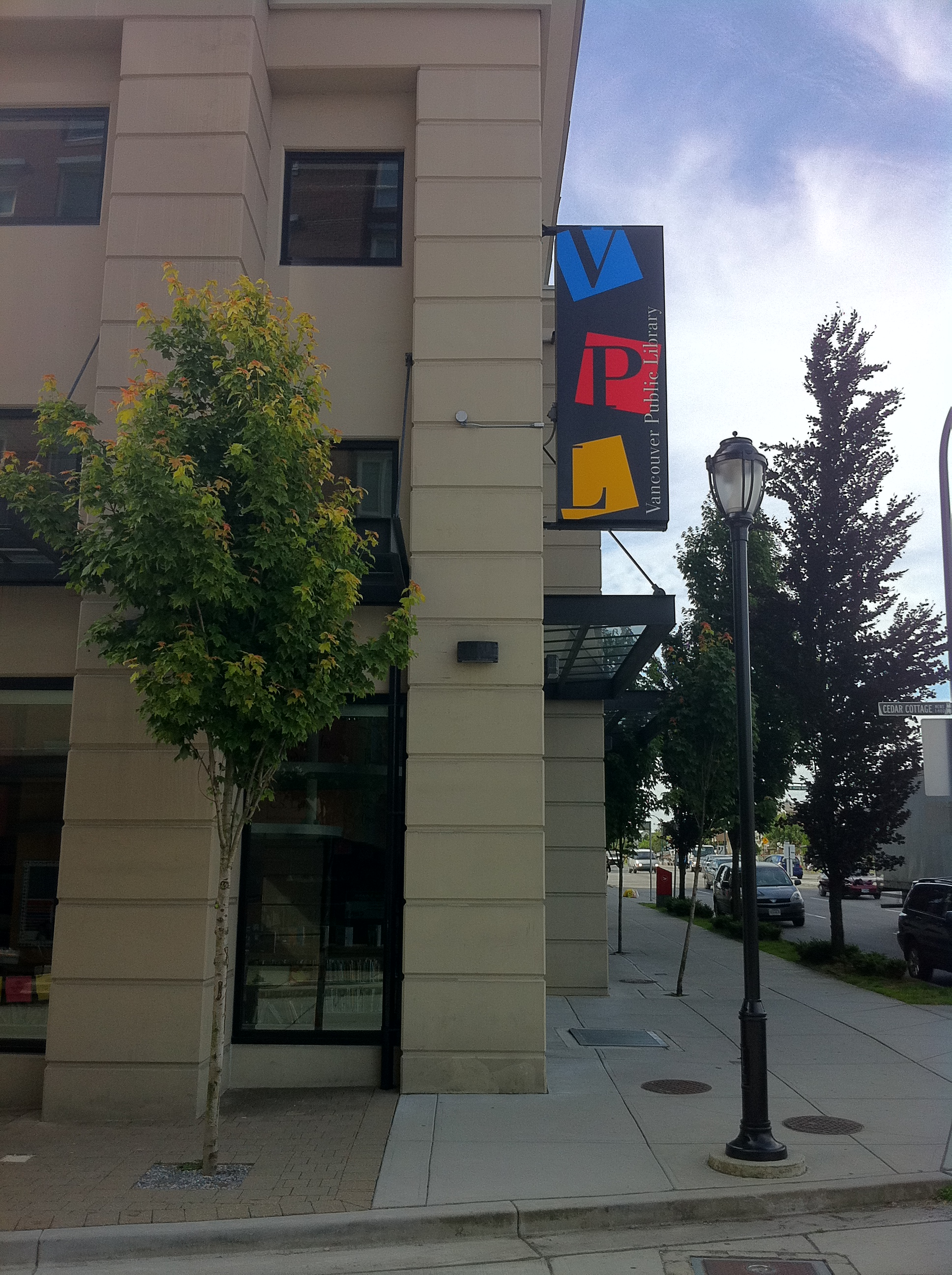
Sucursal de Kensington
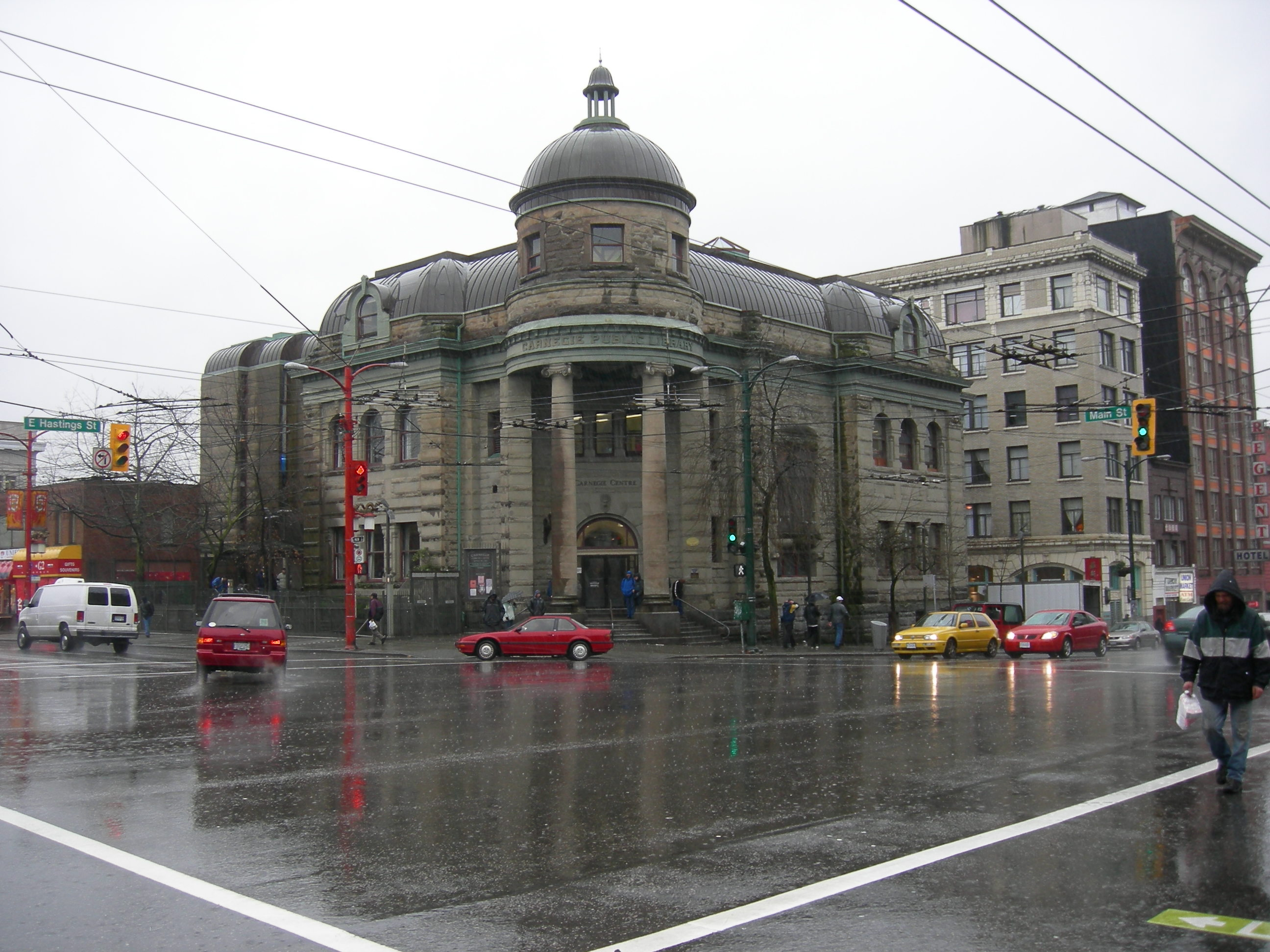
Centro Carnegie